# Torneio de Futebol Inter Games de 2019
O Torneio de Futebol Inter Games de 2019 foi um torneio de futebol realizado entre os dias 15 e 22 de junho de 2019 em Anglesey, País de Gales. Foi criado devido ao fato do anfitrião dos Jogos Insulares de 2019, Gibraltar, ter sido incapaz de receber o torneio, devido a apenas um de seus campos de futebol ser considerado adequado para  jogar. Como o futebol é um dos esportes mais populares dos Jogos Insulares, decidiu-se que as partidas serão realizadas em outro lugar, sendo que os resultados não irão fazer parte do histórico oficial dos Jogos das Ilhas.
Foi anunciado em 1 de maio de 2018 que a ilha galesa tinha sido escolhida como local preferido para sediar o evento. Em agosto desse ano, 12 equipes confirmaram a participação no torneio e o sorteio para a as competições masculinas e femininas  foi realizado em 19 de novembro por Wayne Hennessey e Osian Roberts. O evento está sendo patrocinado pela empresa galesa de construção Huws Gray, com sede em Anglesey.

## Torneio masculino

### Grupo A
| Equipe           | J | V | E | D | GP | GC | SG | Pts |
| ---------------- | - | - | - | - | -- | -- | -- | --- |
| Anglesey         | 3 | 3 | 0 | 0 | 6  | 2  | 4  | 9   |
| Jersey           | 3 | 2 | 0 | 1 | 12 | 1  | 11 | 6   |
| Orkney           | 3 | 1 | 0 | 2 | 3  | 9  | -6 | 3   |
| Ilhas Ocidentais | 3 | 0 | 0 | 2 | 1  | 9  | -8 | 0   |

| 16 de junho de 2019 | Jersey                                                | 5 - 0 | Orkney | Bob Parry Field, Llangefni |
| 11:00               | Kieran Lester 3', 15', 28', 42' · George Glithero 62' |       |        |                            |

| 16 de junho de 2019 | Anglesey                               | 2 - 1 | Ilhas Ocidentais   | The New Stadium, Holyhead |
| 17:00               | Melvin McGinness 55' · Liam Morris 66' |       | Robert Shirkie 45' |                           |

| 17 de junho de 2019 | Anglesey                                 | 3 - 1 | Orkney      | Maes Meurig, Gwalchmai |
| 18:30               | Jay Gibbs · Melvin McGinness · Sam Jones |       | Liam Delday |                        |

| 17 de junho de 2019 | Jersey                                                                               | 7 - 0 | Ilhas Ocidentais | Trefdraeth, Bodorgan |
| 18:30               | Kieran Lester 12', 26' · Sol Solomon 41', 73', 80' (Pen), 89' · Karl Hinds 63' (Pen) |       |                  |                      |

| 18 de junho de 2019 | Anglesey    | 1 - 0 | Jersey | Bob Parry Field, Llangefni |
| 19:30               | Liam Morris |       |        |                            |

| 18 de junho de 2019 | Ilhas Ocidentais   | 1 - 2 | Orkney                    | School Lane, Cemaes Bay |
| 19:30               | Robert Shirkie 28' |       | Gol marcado · Gol marcado |                         |

- O resultado do jogo Jersey X Ilhas Ocidentais foi anulado. Com isso, Jersey ficou com 3 pontos e 4 gols de saldo, o mesmo que Shetland. Entretanto, Shetland marcou mais gols e, desse modo, Shetland avançou como melhor 2º lugar.

### Grupo B
| Equipe      | J | V | E | D | GP | GC | SG | Pts |
| ----------- | - | - | - | - | -- | -- | -- | --- |
| Ilha de Man | 2 | 2 | 0 | 0 | 13 | 2  | 11 | 6   |
| Hitra       | 2 | 1 | 0 | 1 | 5  | 9  | -4 | 3   |
| Alderney    | 2 | 0 | 0 | 2 | 3  | 10 | -7 | 0   |

| 16 de junho de 2019 | Alderney                      | 2 - 4 | Hitra                                                             | School Lane, Cemaes Bay |
| 19:30               | Ross Benfield · Josh Concanen |       | Sindre Kvakland · Eirik Jørgensen · Roar Strand · Sindre Johansen |                         |

| 17 de junho de 2019 | Ilha de Man | 7 - 1 | Hitra             | Bob Parry Field, Llangefni |
| 18:30               | Stephen Whitley 29' · Furo Devies 32' (Pen), 44' · Ashley Higginbotham 58', 83' · Lee Gale 60' · Jacob Crook 65' |       | Stian Kristiansen |                            |

| 18 de junho de 2019 | Ilha de Man                                                                   | 6 - 2 | Alderney          | Tan Parc, Llannerch-y-medd |
| 18:00               | Jacob Crook 9' · Lee Gale 39', 62Pen' · Sean Doyle 40', 56' · Dam Simpson 89' |       | Josh McCullouch · |                            |

### Grupo C
| Equipe       | J | V | E | D | GP | GC | SG  | Pts |
| ------------ | - | - | - | - | -- | -- | --- | --- |
| Guernsey     | 2 | 2 | 0 | 0 | 11 | 1  | 10  | 6   |
| Shetland     | 2 | 1 | 0 | 1 | 7  | 3  | 4   | 3   |
| Santa Helena | 2 | 0 | 0 | 2 | 1  | 15 | -14 | 0   |

| 16 de junho de 2019 | Santa Helena   | 1 - 6 | Shetland                                                                              | Cae Cynlas, Bryn Du |
| 14:00               | Ronan Legg 32' |       | Calvin Leask 10', 18' · Joel Bradley 25' · Richard Arthur 27', 87' · Robert Smith 46' |                     |

| 17 de junho de 2019 | Guernsey                       | 2 - 1 | Shetland         | Cae Ty Cristion, Bodedern |
| 15:30               | Keanu Marsh 20' · Sam Hall 44' |       | Calvin Leask 54' |                           |

| 18 de junho de 2019 | Guernsey | 9 - 0 | Santa Helena | The New Stadium, Holyhead |
| 18:30               | Steve Renouf 15' · Marlon Jardim 21', 62' · Will Fazakerley 24', 44', 45' · Matt Loaring 34' · Sam Hall 81' · Tiago Rodrigues 88' |       |              |                           |

### Partidas de colocação
Disputa do 9º lugar
| 20 de junho de 2019 | Ilhas Ocidentais                        | 2 - 1 | Santa Helena  | Cae Cynlas, Bryn Du |
| 11:30               | Eachainn Miller 2' · Robert Shirkie 86' |       | Rico Benjamin |                     |

Disputa do 7º lugar
| 20 de junho de 2019 | Orkney       | 1 - 2 | Alderney                          | Trefdraeth, Bodorgan |
| 13:00               | Owen Rendall |       | Josh McCulloch · Joe Blackham 87' |                      |

Disputa do 5º lugar
| 20 de junho de 2019 | Jersey                                              | 3 - 1 | Hitra               | Cae Ty Cristion, Bodedern |
| 14:00               | Jay Giles 3' · Kieran Lester 20' · Adam Trotter 82' |       | Sindra Kvakland 55' |                           |

### Fase final
Semifinais
| 20 de junho de 2019 | Ilha de Man                     | 2 - 3 | Guernsey                                    | Maes Meurig, Gwalchmai |
| 16:30               | Rhys Oates 48' · Chris Bass 70' |       | Will Fazakerley 14' · Matt Loaring 43', 84' |                        |

| 20 de junho de 2019 | Anglesey           | 2 - 1 | Shetland | Bob Parry Field, Llangefni |
| 19:30               | Sam Jones 10', 40' |       | 60'      |                            |

Disputa do 3º lugar
| 21 de junho de 2019 | Ilha de Man                                               | 5 - 0 | Shetland | Maes Meurig, Gwalchmai |
| 14:00               | Rhyn Oates 24', 75', 78' · ? 71' (o.g.) · Dan Simpson 76' |       |          |                        |

Final
| 21 de junho de 2019 | Anglesey                               | 2 - 1 | Guernsey       | The New Stadium, Holyhead |
| 18:30               | Liam Morris 67' · Melvin McGinness 83' |       | Keanu Marsh 6' |                           |

## Torneio feminino
O torneio feminino será jogado com 2 grupos de 3 equipes. Inicialmente, haveria um único grupo com 5 equipes, mas em 8 de fevereiro de 2019 foi confirmado que a equipe de Gibraltar participaria como participante adicional.

### Grupo A
| Equipe           | J | V | E | D | GP | GC | SG | Pts |
| ---------------- | - | - | - | - | -- | -- | -- | --- |
| Anglesey         | 2 | 1 | 0 | 1 | 5  | 4  | 1  | 6   |
| Hitra            | 2 | 1 | 0 | 1 | 3  | 3  | 0  | 3   |
| Ilhas Ocidentais | 2 | 1 | 0 | 1 | 2  | 3  | -1 | 3   |

| 16 de junho de 2019 | Anglesey                  | 3 - 1 | Ilhas Ocidentais | The New Stadium, Holyhead |
| 13:30               | Lexi Crawley 5', 65', 90' |       | Beth Macleod 60' |                           |

| 17 de junho de 2019 | Anglesey                          | 2 - 3 | Hitra                             | Lôn Bach, Amlwch |
| 18:30               | Lexi Crawley · Jordanne Greenough |       | Kristin Jørgenson , · Lina Selvag |                  |

| 18 de junho de 2019 | Ilhas Ocidentais | 1 - 0 | Hitra | Cae Nerys, Moelfre |
| 12:00               | Mary MacLeod     |       |       |                    |

### Grupo B
| Equipe      | J | V | E | D | GP | GC | SG | Pts |
| ----------- | - | - | - | - | -- | -- | -- | --- |
| Ilha de Man | 2 | 2 | 0 | 0 | 5  | 3  | 2  | 6   |
| Jersey      | 2 | 1 | 0 | 1 | 8  | 5  | 3  | 3   |
| Gibraltar   | 2 | 0 | 0 | 2 | 3  | 8  | -5 | 0   |

| 16 de junho de 2019 | Ilha de Man                                                  | 3 - 2 | Jersey                                  | Gaerwen |
| 13:30               | Ellie Gawne 19' (Pen) · Becky Abbott 47' · Sarah Wignall 62' |       | Jodie Botterill 21' · Rosie Corbett 70' |         |

| 17 de junho de 2019 | Ilha de Man                        | 2 - 1 | Gibraltar       | Tan Parc, Llannerch-y-medd |
| 18:00               | Kim Hacklin 20' · Sara Wignall 83' |       | Shania Robba 5' |                            |

| 18 de junho de 2019 | Jersey | 6 - 2 | Gibraltar | Trefdraeth, Bodorgan |
| 18:30               |        |       |           |                      |

### Partidas de colocação
Disputa do 5º lugar
| 19 de junho de 2019 | Ilhas Ocidentais                                                                       | 5 - 0 | Gibraltar | Cae Nerys, Moelfre |
| 17:30               | Beth MacLeod 47' · Shana MacPhail 49' · Maryam Lee · Mary MacLeod · Ann-Louise Stewart |       |           |                    |

### Fase final
Semifinais
| 19 de junho de 2019 | Ilha de Man                                                                                     | 5 - 1 | Hitra             | Gaerwen |
| 18:00               | Becky Corkish 25' · Eleanor Gawne 44' · Jade Burden 59' · Sarah Wignall 85' · Casey Halsall 88' |       | Kristin Jørgenson |         |

| 19 de junho de 2019 | Anglesey         | 1 - 0 | Jersey | Lôn Bach, Amlwch |
| 18:30               | Lexi Crawley 46' |       |        |                  |

Disputa do 3º lugar
| 21 de junho de 2019 | Jersey                                         | 3 - 2 | Hitra                                          | Lôn Bach, Amlwch |
| 11:30               | Libby Barnett 47' (Pen) · Megan Wood 86', 125' |       | Nina Antosen 34' · Kristin Jørgenson 84' (Pen) |                  |

#### Final
| 21 de junho de 2019 | Anglesey         | 1 - 2 | Ilha de Man                                | The New Stadium, Holyhead |
| 15:30               | Catrin Evans 70' |       | Sarah Wignall 3' · Eleanor Gawne 40' (Pen) |                           |

## Classificação final

#### Torneio Masculino
| Pos | Equipe           |
| --- | ---------------- |
|     | Anglesey         |
|     | Guernsey         |
|     | Ilha de Man      |
| 4   | Shetland         |
| 5   | Jersey           |
| 6   | Hitra            |
| 7   | Alderney         |
| 8   | Orkney           |
| 9   | Ilhas Ocidentais |
| 10  | Santa Helena     |

#### Torneio Feminino
| Pos | Equipe           |
| --- | ---------------- |
|     | Ilha de Man      |
|     | Anglesey         |
|     | Jersey           |
| 4   | Hitra            |
| 5   | Ilhas Ocidentais |
| 6   | Gibraltar        |

## Quadro de medalhas
| Pos | Equipe      | Ouro | Prata | Bronze | Total |
| --- | ----------- | ---- | ----- | ------ | ----- |
| 1   | Anglesey    | 1    | 1     | 0      | 2     |
| 2   | Ilha de Man | 1    | 0     | 1      | 2     |
| 3   | Guernsey    | 0    | 1     | 0      | 1     |
| 4   | Jersey      | 0    | 0     | 1      | 1     |